# BMW R18
La BMW R18 è una motocicletta prodotta dalla casa motociclistica tedesca BMW Motorrad dal 2020.

## Descrizione
La moto è stata presentata ufficialmente nell'aprile 2020 e lanciata sul mercato nel successivo settembre. A causa della pandemia di COVID-19, la presentazione è avvenuta su internet durante un evento in live streaming.
La R18 monta un propulsore raffreddato ad aria e olio bicilindrico boxer da 1802 cm³, che eroga 90 CV (67 kW) a 4750 giri/min e una coppia massima di 158 Nm a 3000 giri/min. Le valvole sono comandate da punterie, azionate da un sistema ad aste e bilancieri. L'alimentazione è garantita da un sistema a iniezione elettronica ed è presente un impianto di scarico coadiuvato da un convertitore catalitico a 3 vie.